# Wittenbach
Wittenbach je obec na východě Švýcarska v kantonu St. Gallen. Žije zde přibližně 9 700 obyvatel.

## Geografie

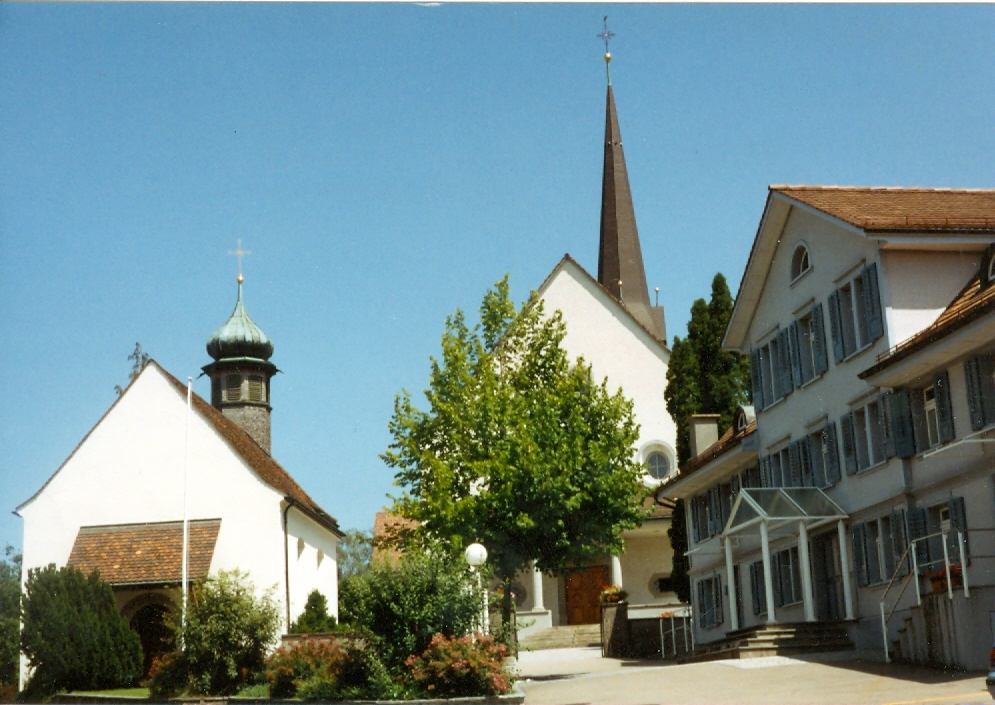
Centrum obce

Wittenbach leží 4 kilometry severně od města St. Gallen mezi řekami Sitter a Steinach, které protékají údolími. Nejvyšší bod ve výšce 780 m n. m. se nachází v lese Bruggwald. Nejnižším bodem obce je koryto řeky Steinach ve výšce 490 m n. m. Obec zasahuje daleko do sídelní oblasti města St. Gallen u poutního kostela Heiligkreuz, ale zahrnuje také exklávu Hinterberg v obci Häggenschwil. Sousedními obcemi jsou Roggwil (v kantonu Thurgau), Berg, Mörschwil, St. Gallen, Waldkirch, Gaiserwald a Häggenschwil.
Na severu obce, poblíž vesnice Dottenwil, se na bubnu vytvořeném rýnským ledovcem nachází hrad Dottenwil.

## Historie
První zmínka o obci pochází z roku 1297 jako Witebach. Wittenbach se zpočátku skládal z jednotlivých statků (osada Brumenau je údajně zmiňována v roce 830, Gommenschwil v roce 847) a později z vesnic. Meieramt Wittenbach zahrnoval statky ve Wittenbachu, Tablatu a Häggenschwilu jako léna kláštera v St. Gallenu. Po vykoupení zástavního panství Wittenbach v roce 1381 mohl klášter později postupně rozšířit svá výsostná práva na skutečnou svrchovanost. V roce 1458/59 byl od Wittenbachu oddělen Tablat (Oberwittenbach). Až do roku 1798 tvořil Wittenbach součást knížecího soudního dvora. V roce 1803 se Wittenbach stal politickou obcí kantonu St. Gallen a do roku 1831 patřil k okresu Rorschach, v letech 1831–1918 k okresu Tablat a do roku 2003 k okresu St. Gallen.
Wittenbach patřil z větší části do farnosti St. Laurenzen a od roku 1535 do farnosti Gallus-Münster; v roce 1647 byl povýšen na filiální farnost. První zmínka o kostele v oblasti Kappelhof pochází z roku 1222; současná stavba na hoře St. Ulrichsberg byla postavena v letech 1675/76. V roce 1675 byl kostel přestavěn.

## Obyvatelstvo

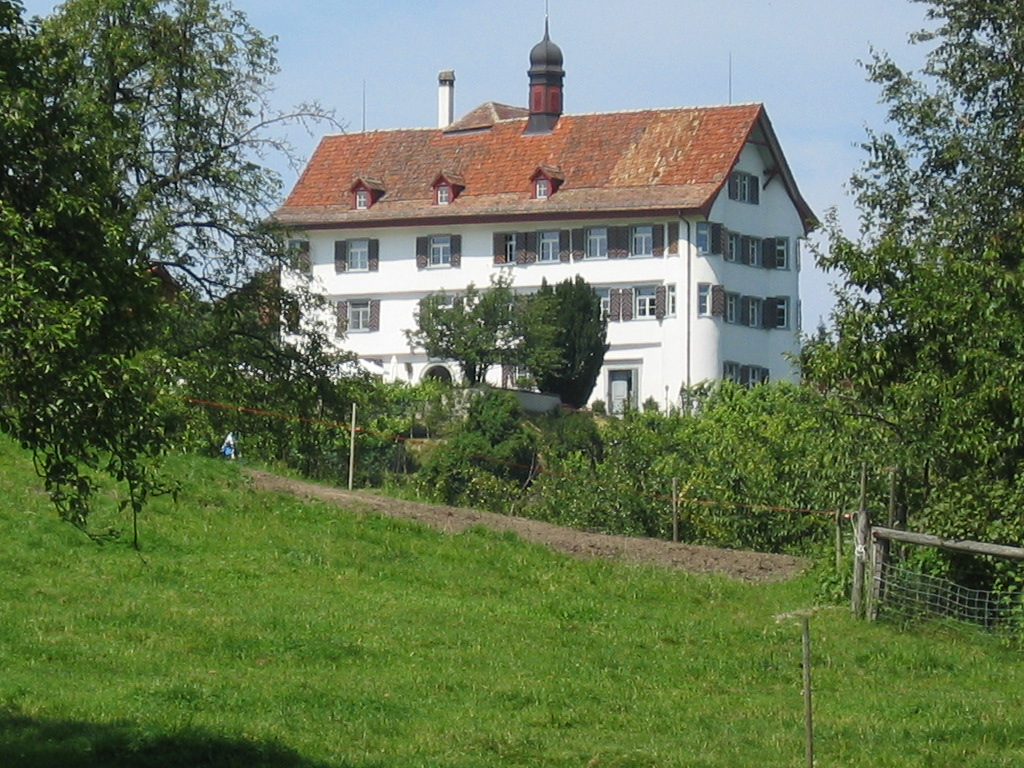
Zámeček Dottenwil

| Vývoj počtu obyvatel | Vývoj počtu obyvatel | Vývoj počtu obyvatel | Vývoj počtu obyvatel | Vývoj počtu obyvatel | Vývoj počtu obyvatel | Vývoj počtu obyvatel | Vývoj počtu obyvatel | Vývoj počtu obyvatel | Vývoj počtu obyvatel | Vývoj počtu obyvatel |
| -------------------- | -------------------- | -------------------- | -------------------- | -------------------- | -------------------- | -------------------- | -------------------- | -------------------- | -------------------- | -------------------- |
| Rok                  | 1831                 | 1860                 | 1900                 | 1910                 | 1950                 | 1970                 | 1990                 | 2000                 | 2010                 | 2019                 |
| Počet obyvatel       | 1322                 | 1284                 | 1849                 | 2668                 | 2393                 | 5487                 | 7910                 | 8457                 | 9280                 | 9706                 |

## Hospodářství
Až do konce 18. století se orná půda využívala v trojpolním systému. Pěstovalo se také ovoce a len. V 19. století se rozšířilo pěstování travních porostů a chov dojnic. Vzhledem k převážně malozemědělským podmínkám v období Staré konfederace se ve službách textilního průmyslu pod vedením města St. Gallen vykonávaly také domácí práce. Vyšívání na průmyslové úrovni (firma Stickerei Kronbühl AG) zahájilo od roku 1869 industrializaci Wittenbachu. Deprese způsobená krizí vyšívacího průmyslu z roku 1914 vedla po druhé světové válce k hospodářské diverzifikaci. Vedle textilního průmyslu se rozvíjel zejména kovoprůmysl. V roce 1910 byla obec napojena na železnici Bodensee-Toggenburg-Bahn. V důsledku industrializace se oblast osídlení značně rozšířila, zhruba od roku 1960 především v důsledku bytové výstavby pro dojíždějící, zejména do St. Gallenu, kde pracují zhruba dvě třetiny pracujících obyvatel.

## Doprava
Od raného středověku vedla přes Wittenbach do Lömmenschwilu stará kostnická cesta ze St. Gallenu. Dálniční přivaděč A1.1 Meggenhus – Arbon West (na dálnici A1 Curych – St. Gallen) odlehčuje Wittenbachu od tranzitní dopravy.
Dne 3. října 1910 byla otevřena železnice Bodensee-Toggenburg-Bahn (BT) s tunelem Bruggwald, který se z velké části nachází v obci Wittenbach. Od roku 2001 je trať ve vlastnictví společnosti Schweizerische Südostbahn (SOB) a je součástí systému vlakových linek S-Bahn St. Gallen.